# Miguel de San Román
Miguel de San Román (Puno, 17 de maio de  1802 — Chorrillos, 3 de Abril de 1863) foi um político e Presidente do Peru de 24 de Outubro de 1862 a 3 de Abril de 1863.